# Appenzeller Spitzhaube
Die Appenzeller Spitzhaube (in der Schweiz auch: Gässerschnäpfli oder Tschüpperli) ist eine Haushuhnrasse aus dem Appenzellerland in der Schweiz. Die Rasse wurde erstmals 1952 eingetragen, soll aber bereits im 15. Jahrhundert in Klöstern des Alpenraumes gezüchtet worden sein. Als Vorfahren werden Brabanter, eine alte niederländische Rasse, sowie zwei französische Rassen La Flèche und Crève-Cœur vermutet.

## Merkmale
Das Markenzeichen der Appenzeller Spitzhaubenhühner ist ihr auffälliger Kopfschmuck: die schmale, nach vorne geneigte Federhaube, welche an die Trachtenhaube der Appenzeller Sonntagstracht erinnert sowie die beiden "Hörner" des Kammes.
Das Appenzeller Spitzhaubenhuhn ist ideal an die Bedingungen der Berge angepasst, klettert vorzüglich auf felsigem Grund und kann gut fliegen. Gerne übernachtet es auf Bäumen, sogar im Winter. Da es nur kleine Kehllappen und statt eines Kammes zwei kleine Hörnchen besitzt, kann ihm auch der strengste Frost kaum etwas anhaben. Hennen wiegen nur wenig über ein Kilogramm und Hähne kaum über 1,5 kg. Spitzhaubenhühner sind relativ gute Leger: Im ersten Jahr legen sie ca. 150 weissschalige, 55 Gramm schwere Eier. Ihr Bruttrieb ist gering. Im letzten Jahrhundert gab es mehr als zehn verschiedene Farbschläge dieser Rasse. Bis heute haben nur deren fünf überlebt: am häufigsten sind die silber-schwarz-getupften. Viel seltener und auf der Liste von ProSpecieRara sind die gold-schwarz-getupften, reingoldenen, schwarzen und reinweissen Schläge. Die Junghähne lassen sich ab der 8–9 Woche anhand der Hörnchen und der im Vergleich mit deren Schwestern grösseren Kehllappen erkennen.
Zuchtziele:
- Widerstandskraft und Wetterhärte
- Vitalität
- Langlebigkeit
- Legeleistung
- Saubere Zeichnung und schöne Spitzhaube

## Herkunft und Entwicklung

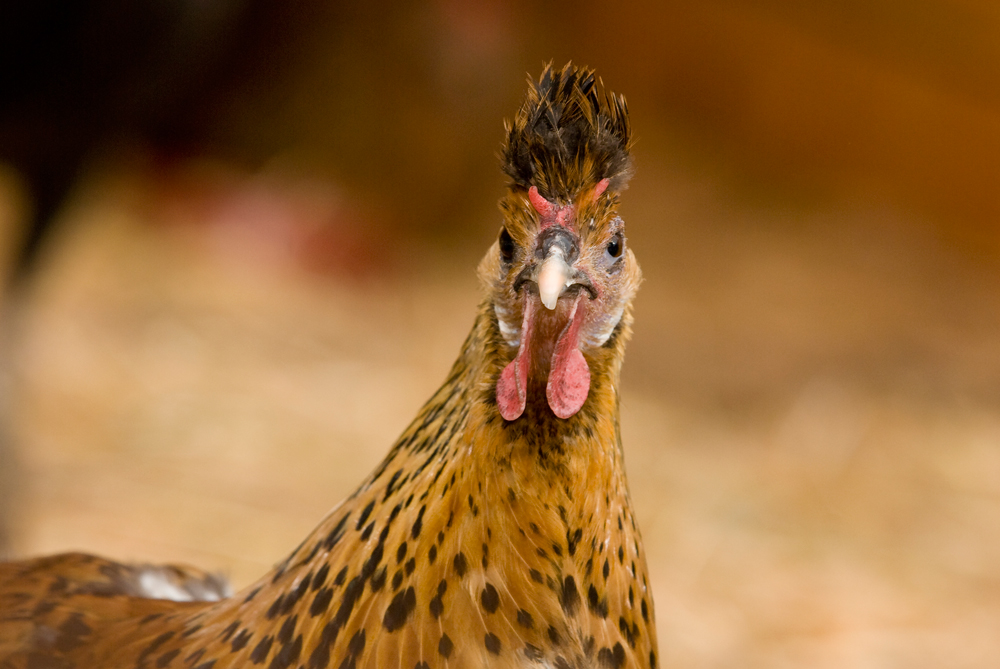
Appenzeller Spitzhaubenhuhn gold-schwarzgetupft

Das Spitzhaubenhuhn soll bereits im 15. Jahrhundert in Klöstern des Alpenraums gezüchtet worden sein. Zu den Stammeltern der Spitzhauben dürften die Brabanter, eine alte niederländische Rasse, sowie zwei französische Geflügelvertreter, die "La Flèche" und "Crève-Coeur" Hühner, zählen. Im 20. Jahrhundert blieben die Spitzhaubenhühner nur noch im Appenzell erhalten, weshalb sie fortan "Appenzeller Spitzhauben" genannt wurden. Die Appenzeller nennen ihre Spitzhauben aber auch "Gässerschnäpfli" oder "Tschüpperli". Anfang der 50er Jahre wäre die Rasse beinahe ausgestorben. Eines der ersten ProSpecieRara-Projekte nahm sich 1983 der Zucht der bedrohten Spitzhaubenhühner an. Noch im selben Jahr schlüpften in der Obhut der Stiftung 230 Küken. Im Herbst 1983 konnten aus diesen Junghühnern 19 Zuchtgruppen zusammengestellt werden.
Heutige Verbreitung
Appenzeller Spitzhaubenhühner werden in der ganzen Schweiz gezüchtet, der Schwerpunkt der Zucht liegt in der Ostschweiz.
Bestandsentwicklung: stabil
Nutzung: Eier

## Rassestandard

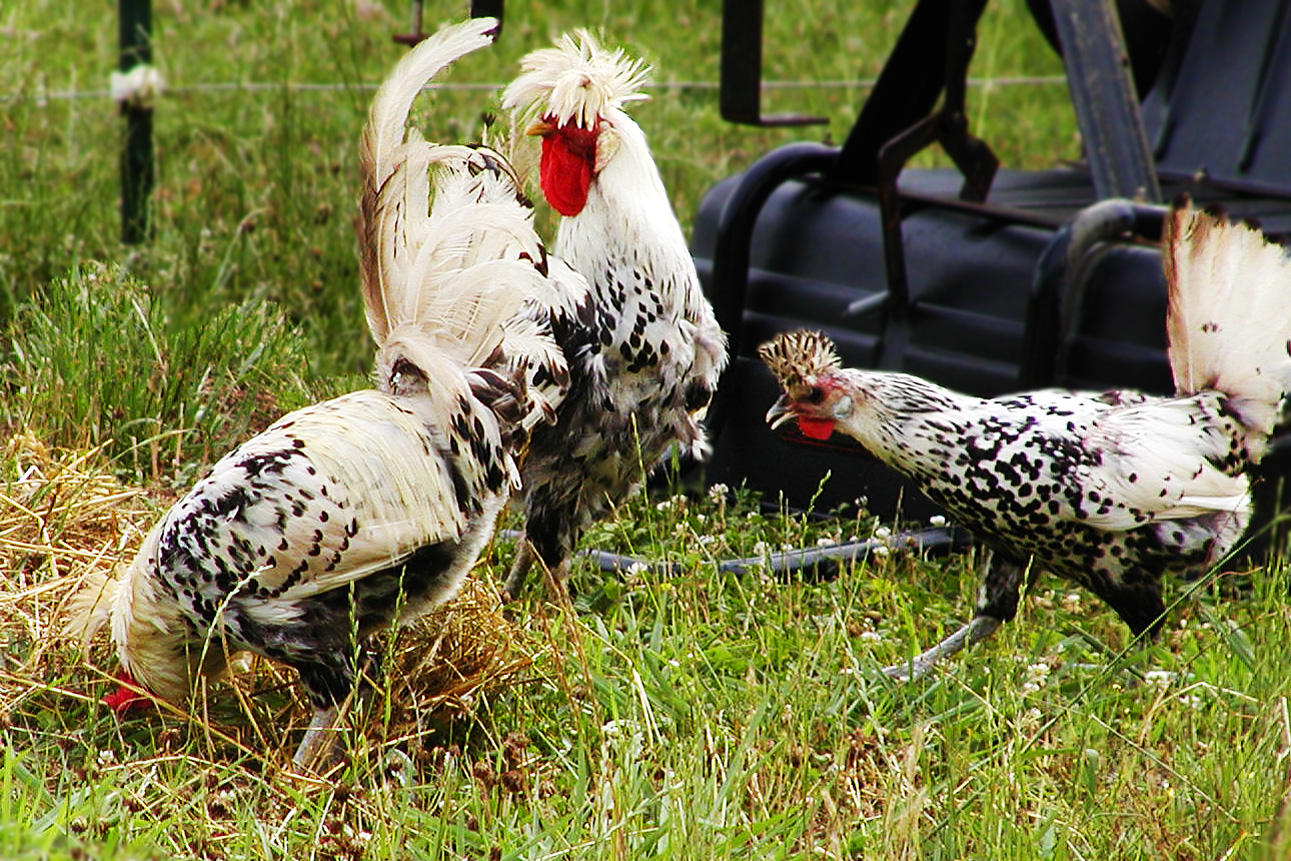
Appenzeller Spitzhauben weiss-schwarzgetupft

- Rumpf: walzenförmig, mittellang, harmonisch gerundet.
- Kopf: mittelgross, mit nach vorn gebogener Spitzhaube und

kleinem Hörnerkamm.
- Gesicht: feurig rot, wenig befiedert; Kehllappen mittellang, fein im

Gewebe; Ohrscheiben oval und bläulich-weiss.
- Schnabel: kräftig, bläulich, mit stark aufgetriebenen Nasenlöchern.
- Hals: leicht gebogen, mit reichem Behang.
- Brust: voll, gut gewölbt
- Rücken: mittellang, leicht abfallend (Henne: nahezu waagrecht).
- Schultern: breit, abgerundet.
- Flügel: ziemlich lang, gut angezogen.
- Schwanz: voll besichelt, breit gefächert, fast rechtwinklig zur Rückenlinie

getragen.
- Schenkel: sichtbar hervortretend, schlank.
- Läufe: mittellang, feinknochig, federfrei, blau.
- Zehen: gut gespreizt, Krallen hellhornfarbig.
- Gefieder: ziemlich hart, gut anliegend.
- Gewicht: Hahn 1,5–1,8 kg, Henne 1,2–1,5 kg.
- Eischalen-Farbe: Weiss.

Farbschläge:
Anerkannt sind die fünf Farbschläge Gold-Schwarzgetupft, Schwarz, Blau, Silber-Schwarzgetupft, Chamois-Weissgetupft.